# Maitrank

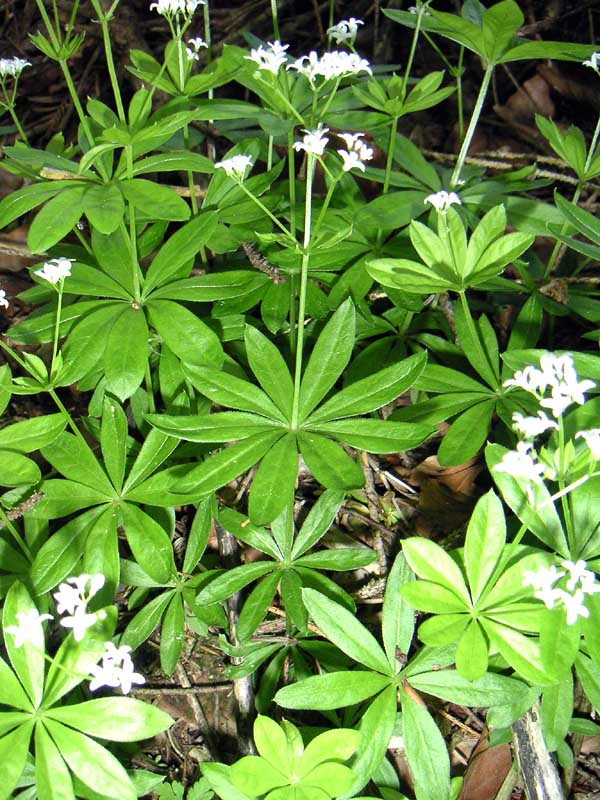
Lievevrouwebedstro

Maitrank, in Nederland bekend als meiwijn, is een aperitief op basis van witte wijn en lievevrouwebedstro  (Galium odorata) dat koel geserveerd wordt met een schijfje sinaasappel.
Maitrank wordt voornamelijk geproduceerd in de Belgische Ardennen (Land van Aarlen) en de streken daarrond (Lotharingen, het Groothertogdom Luxemburg en Duitsland).
Het is een heel oude drank die reeds vermeld werd in de 9e eeuw.
Deze drank is gemakkelijk zelf te maken, maar bijvoorbeeld in 1970 in Duitsland wettelijk aan banden gelegd wegens zorgen om de mogelijke toxiciteit ervan.
Het recept voor Maitrank kan men vinden in het wiki Kookboek: Maitrank en Bowl van Lievevrouwebedstro